# リボソームタンパク質S6キナーゼ

RSKが関与するシグナル伝達の一部

リボソームタンパク質S6キナーゼ（リボソームタンパクしつS6キナーゼ、英: ribosomal protein S6 kinase、略称: RSK）は、シグナル伝達に関与するプロテインキナーゼのファミリーである。RSKにはp90RSK、p70S6Kと呼ばれる2つのサブファミリーが存在し、p90RSKはMAPKAP-K1（MAPK-activated protein kinase-1）、p70RSKはS6-H1 Kinase もしくは単にS6キナーゼ（S6 kinase、S6K）の名称でも知られる。p90RSKはヒトではrsk1からrsk4の4種類、p70S6Kは哺乳類ではS6K1とS6K2の2種類がある。RSKはセリン/スレオニンキナーゼであり、p90RSKはMAPK/ERK経路、p70S6KはmTOR経路によって活性化される。

## 基質
p90RSKとp70S6Kはどちらも、翻訳装置の一部であるリボソームタンパク質S6をリン酸化するが、他のリボソームタンパク質など、その他の基質もいくつか同定されている。p90RSKの細胞質の基質としては、PP1、GSK3、L1CAM（神経細胞接着分子）、Sos（RasのGEF）、Myt1（Cdc2の阻害因子）、核での基質としてはCREB-binding protein（CBP）やp300、ヒストンタンパク質（H1、H2B、H3）などがある。またp90RSKは、CREB、ERα、IκBα/NF-κB、c-Fosなどの転写因子も調節する。
RSKによるSOS1のセリン1134番と1161番のリン酸化は、14-3-3結合部位を作り出す。このリン酸化SOS1と14-3-3との相互作用はRas/MAPK経路を負に調節する。

## 構造
p90RSKとp70S6Kの大きな違いは、p90RSKには2つの同一ではないキナーゼドメインが存在するのに対し、p70S6Kはキナーゼドメインを1つしか持たない点である。 

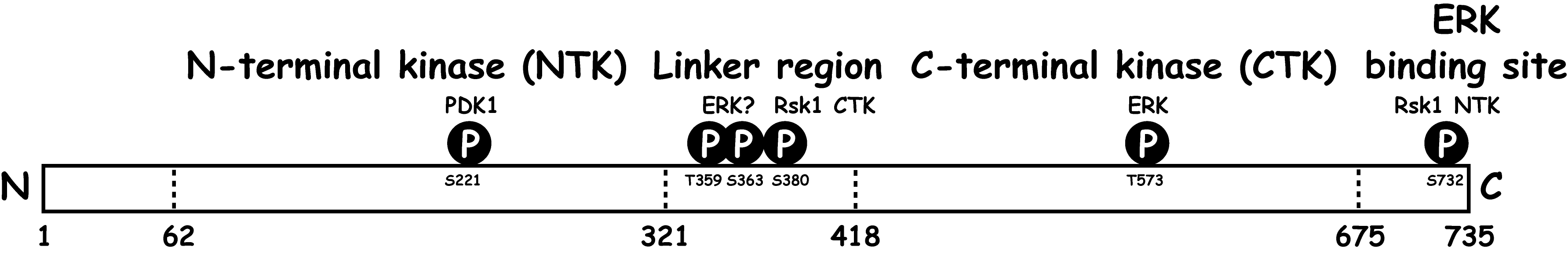
ヒトRSK1のドメイン構造。

## 疾患との関係
p90RSKをコードする遺伝子RPS6KA3（RSK2）の変異はコフィン・ローリー症候群と関係している。この疾患は重度の精神・運動発達遅滞やその他の発達異常によって特徴づけられる。また、RPS6KA6（RSK4）の変異はX染色体連鎖性精神遅滞と関係している。

## 研究の歴史
RSKは1985年にEriksonとMallerによって、アフリカツメガエルXenopus laevisの卵から初めて同定された。ヒトでは、1994年にRSK1、RSK2、RSK3、1994年にRSK4が同定された。